# Поплий Сирийский
Попли́й, или Пу́блий (др.-греч. Πούπλιος; лат. Publius; церк.-слав. Пугїлίй; IV век) — христианский сирийский подвижник, преподобный.
Сведения о жизни Поплия сообщает Феодорит Кирский в 5-й главе книги «История боголюбцев».
Поплий родился в городе Зевгма (др.-греч. Ζεῦγμα) на реке Евфрате. Он был очень знатен и богат, его семья была в совете симмории.
Поплий раздал всё своё наследство, полученное от отца: дом, имение, стада, одежды, сосуды, как серебряные, так и медные, и остальное имущество. После чего выбрал для своего жительства одну возвышенность, находящуюся от города не более чем на 30 стадий. На ней он построил себе маленькую хижину. После этого Поплий начал иноческую жизнь. Его никто никогда не видел праздным. Занятиями Поплия были следующие последовательные действия: молитва, псалмопение, молитва, псалмопение, чтение Божественных Писаний; после этого он оказывал попечение о приходящим посетителям, а после он совершал что-либо из необходимых дел. Проводя такую строгую монашескую жизнь, Поплий стал примером для людей, которые, подражая ему, стали жить рядом с ним, каждый в своей построенной хижине. Поплий стал духовным наставником для пришедших и строго управлял ими. Он часто посещал их хижины и наблюдал, не скрывает ли кто что-либо сверх необходимого. Поплий носил с собой весы и тщательно взвешивал куски хлеба; если у кого-нибудь находил его больше положенной нормы, то негодовал и называл этого человека чревоугодником. Если кто-либо употреблял муку, не смешанную с отрубями, то делавших это Поплий укорял, что они вкушают пищу сибаритов. По ночам Поплий неожиданно делал обходы келий иноков; если находил кого бодрствующим и славословящим Бога, то молча удалялся; но если кого находил спящим, то стучал в дверь и укорял нерадивого, что тот служит телу больше необходимого. Получив совет от единомышленников, Поплий разрушил все кельи и создал общежительный монастырь, построив одно жилище для всех собравшихся к нему. Вначале в монастыре вместе с Поплием жили исключительно греки, позже стали приходить местные жители — сирийцы, которых Поплий принял в монастырь. Для них он построил иное жилище, рядом. Поплий построил церковь и велел как грекам, так и сирийцам собираться в нём при начале и исходе дня и возносить Богу вечерние и утренние молитвы, разделившись на две части и совершая песнопение попеременно на греческом и сирийском языках.
После смерти Поплия управление над греческой половиной обители принял Феотекн, а над сирийской — Аффоний. Преемником Феотекна стал Феодот, а преемником Аффония после сорокалетнего управления обителью стал Григорий.